# كايلا روس
كايلا روس: (بالإنجليزية: Kyla Ross)‏ لاعبة جمباز أمريكية وحاصلة على ميداليتان ذهبيتان وواحدة فضية في دورة الألعاب الأمريكية لقارة أمريكا الشمالية وأمريكا الجنوبية وحصلت أيضاً على ثلاثة ميداليات ذهبية وفضيتين و برونزية في دورة ألعاب المحيط الهادئ. بالإضافة إلى فيزا وفضية في نفس البطولة.

## روابط خارجية
- كايلا روس على موقع الاتحاد الدولي للجمباز (licence) (الإنجليزية)
- كايلا روس على موقع الاتحاد الدولي للجمباز (biography) (الإنجليزية)
- كايلا روس على موقع الاتحاد الأمريكي للجمباز (الإنجليزية)
- كايلا روس على موقع اللجنة الأولمبية الدولية (الإنجليزية)
- كايلا روس على موقع أوليمبيديا (الإنجليزية)
- كايلا روس على موقع اللجنة الأولمبية والبارالمبية الأمريكية (الإنجليزية)